# (10069) Fontenelle
(10069) Fontenelle est un astéroïde de la ceinture principale.

## Description
(10069) Fontenelle est un astéroïde de la ceinture principale. Il fut découvert par Eric Walter Elst le 4 février 1989 à l'observatoire de La Silla. Ses désignations provisoires sont 1989 CW2 et 1991 NR1. Il présente une orbite caractérisée par un demi-grand axe de 3,004 UA, une excentricité de 0,586 et une inclinaison de 9,014° par rapport à l'écliptique.
Il fut nommé en hommage à Bernard Le Bovier, sieur de Fontenelle (1657-1757), auteur de l'essai célèbre Entretiens sur la pluralité des mondes (1686).